# El cor de les tenebres
El cor de les tenebres (títol original en anglès: Heart of Darkness) és una novel·la curta de Joseph Conrad. Es va publicar al principi per capítols el 1899, i en forma de llibre el 1902. La novel·la està ambientada a l'Àfrica, i està inspirada en els sis mesos que l'escriptor va passar al Congo colonitzat pel rei Leopold II de Bèlgica. És, potser, l'obra més coneguda de Joseph Conrad. L'obra ha estat traduïda al català per Elisenda Franquesa, Montserrat Vancells, Neus Bonilla i Yannik Garcia.

## Trama
La novel·la se centra en un mariner anomenat Marlow, que narra una travessia que va realitzar anys enrere pel riu Congo, a la recerca de Kurtz, el cap d'una explotació d'ivori, i que al llarg de la novel·la adquireix un caràcter simbòlic i ambigu.
Les dues primeres parts de la novel·la narren el viatge de Marlow des de Londres a Àfrica, i remuntant el riu Congo, fins a arribar a la base de recol·lecció de vori en què es troba un treballador de la companyia belga que l'ha contractat. Aquest treballador, Kurtz, ha tingut un enorme èxit en el tràfic de vori, però això ha fet que altres col·legues li tinguessin enveja.
Durant el camí, Marlow és testimoni de la situació extrema en què viuen els colons europeus, llur brutalitat envers els nadius africans, i haurà de superar tota mena d'obstacles -endarreriments, malalties, atacs d'indígenes...- fins a arribar a la seva destinació. Quan finalment es troba amb Kurtz, la imatge del qual ha anat engrandint-se i mitificant-se al llarg del procés, descobreix que es tracta d'un personatge misteriós, a qui els nadius idolatren com si fos un déu, però que sembla haver caigut en una bogeria bestial. Com a llegat, deixa un pamflet en què detalla com cal civilitzar els nadius, i que inclou una anotació brutal: Extermineu totes aquestes bèsties! Marlow i els seus companys de viatge aconsegueixen fer pujar Kurtz, ja greument malalt, al petit vaixell de vapor que l'ha de treure de la selva, però mor en el trajecte, pronunciant davant Marlow les seves últimes i enigmàtiques paraules: L'horror! L'horror! El viatge de Marlow al cor del continent africà es transforma així en un descens als inferns, però també en una crítica a l'imperialisme occidental i una investigació sobre la bogeria.

## Adaptacions
Orson Welles va tractar d'adaptar-la a la seva arribada a Hollywood. El seu ambiciós projecte comprenia rodar la història en primera persona, és a dir, identificant el punt de vista de la càmera amb el del protagonista. Finalment, no es va poder fer degut a l'esclat de la Segona Guerra Mundial.
Francis Ford Coppola es basà en el relat per fer Apocalypse Now, tot adaptant-lo a la Guerra del Vietnam.

## Edicions en català
- 1985. Traducció d'Elisenda Franquesa. Editorial Laertes, col·lecció L'Arcà. ISBN 978-84-7612-021-7.
- 1989. Traducció de Montserrat Vancells Flotats. Edicions 62, col·lecció Llibres a mà. ISBN 978-84-297-2887-3.
- 2007. Traducció de Montserrat Vancells Flotats. Il·lustracions d'Ángel Mateo Charris. Galaxia Gutenberg. ISBN 978-84-81096-90-3.
- 2008. Traducció de Montserrat Vancells Flotats. Edicions 62, col·lecció La Butxaca. ISBN 978-84-92549-15-3.
- 2014. Traducció de Neus Bonilla. Pròleg d'Àlex Chico. Editorial Base. ISBN 978-84-16166-06-0.
- 2017. Traducció de Yannick Garcia. Pròleg d'Albert Sánchez Piñol. Sembra Llibres. ISBN 978-84-16698-19-6.